# Skalnik bryzeida
Skalnik bryzeida (Chazara briseis) – owad z rzędu motyli z rodziny rusałkowatych (Nymphalidae). W Polsce gatunek objęty jest częściową ochroną gatunkową. Umieszczony w Polskiej czerwonej księdze zwierząt. Bezkręgowce – ze statusem CR (ang. Critically Endangered – skrajnie zagrożony).

## Cechy

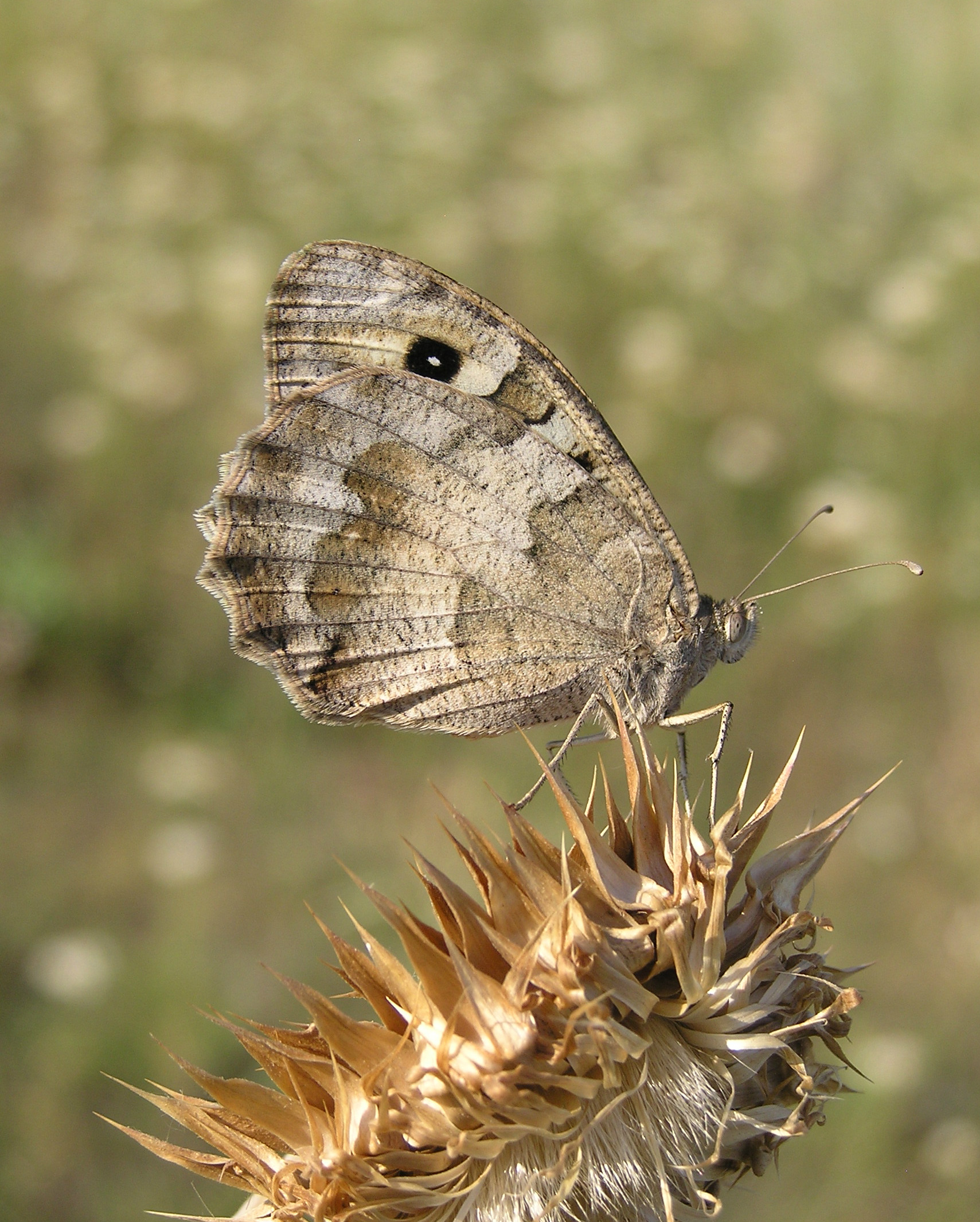
Spód skrzydeł – samica

Skrzydła o rozpiętości 45–60 mm. Wierzch przedniego skrzydła z białożółtawymi plamami, na których znajdują się dwa duże oczka. W komórce środkowej spodu przedniego skrzydła znajduje się czarna plama na białożółtawym tle. Słabo zaznaczony dymorfizm płciowy; u samców biała przepaska na wierzchu przedniego skrzydła jest węższa.

## Biologia i ekologia
Stadium zimującym są gąsienice. Żerują na trawach z rodzaju sesleria (Sesleria), kostrzewa (Festuca), ostnica (Stipa), wiechlina (Poa), kłosownica (Brachypodium), życica (Lolium). Owady dorosłe pojawiają się w jednym pokoleniu od końca czerwca do połowy września. Jest gatunkiem kserotermofilnym. Jego siedliskiem są murawy kserotermiczne na wapiennych wzgórzach, skałki wapienne, kamieniołomy wapienia.  

## Rozmieszczenie geograficzne
Gatunek występuje w południowej i częściowo środkowej Europie, Afryce północnej i Azji zachodnie po góry Ałtaj i Pamir. W Polsce przebiega północna granica zasięgu tego gatunku. Spotykany na wyżynach w południowej części kraju; ostatnie obserwacje z okolic Kielc pochodzą z 2004 roku. 